# Anika Bárdos
Anika Bárdos (* Zürich) ist eine schweizerische Dramaturgin.
Bárdos studierte Theaterwissenschaft und Anglistik an der Freien Universität in Berlin und dem University College in Dublin und Theaterpädagogik an der Universität der Künste Berlin.
Neben dem  Berliner Ensemble, wo sie von 2005 bis 2008 sowie von 2014 bis 2017 mit Regisseuren wie Robert Wilson, Peter Stein, George Tabori, Martin Wuttke und Claus Peymann arbeitete, wirkte sie hauptsächlich für das Hessische Staatstheater Wiesbaden. Am letzteren war sie an einem Konflikt mit dem Schauspieldirektor des Hauses Wolfgang Behrens gegen den geschäftsführenden Direktor des Hessischen Staatstheaters Wiesbaden beteiligt, dem sie vorgeworfen haben die Arbeit zu torpedieren und das Haus auf eine finanzielle und organisatorische Katastrophe zusteuere. Unterstützung fanden sie beim Intendanten des Wiesbadener Staatstheaters Uwe Eric Laufenberg während der geschäftsführende Direktor Behrens und Bárdos als "Gefolgsleute" des aktuellen Intendanten abstempelte.

## Theater (Auswahl)
- 2008: Dramaturgie,  Herr Puntila und sein Knecht Matti (Bertolt Brecht)[7]
- 2015: Dramaturgie, Goethes "Faust I" und "II" als Musical, Berliner Ensemble[8]
- 2016: Dramaturgie, Endspiel (Samuel Beckett), Berliner Ensemble
- 2018: Dramaturgie, Wer hat Angst vor Virginia Woolf? (Edward Albee), Theater Trier[9]
- 2021: Dramaturgie, König Lear (William Shakespeare), Hessisches Staatstheater Wiesbaden
- 2022: Dramaturgie, Bunbury (Oscar Wilde), Hessisches Staatstheater Wiesbaden
- 2023: Dramaturgie, Endstation Sehnsucht (Tennessee Williams), Hessisches Staatstheater Wiesbaden
- 2024: Dramaturgie, Der Freischütz (Carl Maria von Weber), Hessisches Staatstheater Wiesbaden[10]